# Adiabate Verbrennungstemperatur
Die adiabate Verbrennungstemperatur ist eine Kenngröße aus den Ingenieurwissenschaften bzw. der Verbrennungslehre. Sie charakterisiert eine Kombination aus Brennstoff und Oxidator, deren Zustand vor Beginn der Verbrennung bekannt ist.
Die adiabate Verbrennungstemperatur ist diejenige Temperatur, die sich nach dem vollständigen Ablauf einer Verbrennung ergibt, wenn das Gasgemisch während der Verbrennung keinerlei Wärme mit der Umgebung ausgetauscht hat (daher adiabat). Die Adiabate Verbrennungstemperatur ist ein theoretischer Höchstwert, welcher in der Praxis nicht erreicht werden kann.
I. d. R. liegt die Flammentemperatur einer Verbrennung  unterhalb der adiabaten Verbrennungstemperatur, da die Flamme einen Teil der durch die Verbrennung freigesetzten Energie als Wärme an die Umgebung abgibt.
Folgende Größen haben Einfluss auf die adiabate Verbrennungstemperatur:
- Der Heizwert des Brennstoffs. (Es wird der Heizwert anstelle des Brennwerts herangezogen, da davon ausgegangen wird, dass Wasser nach der Verbrennung gasförmig vorliegt)
- Die chemische Zusammensetzung des Brennstoffs
- Die Zusammensetzung des Oxidators (z. B. Luft)
- Die Anfangstemperaturen von Brennstoff und Oxidator
- Das Luftverhältnis

## Nachweis
1. ↑  Theoretischer Höchstwert (Memento vom 14. März 2016 im Internet Archive)